# Chiesa di Santo Stefano (Campodenno)
La chiesa di Santo Stefano è la parrocchiale di Dercolo, frazione di Campodenno, in Trentino. Fa parte della zona pastorale delle Valli del Noce e risale al XV secolo.

## Storia

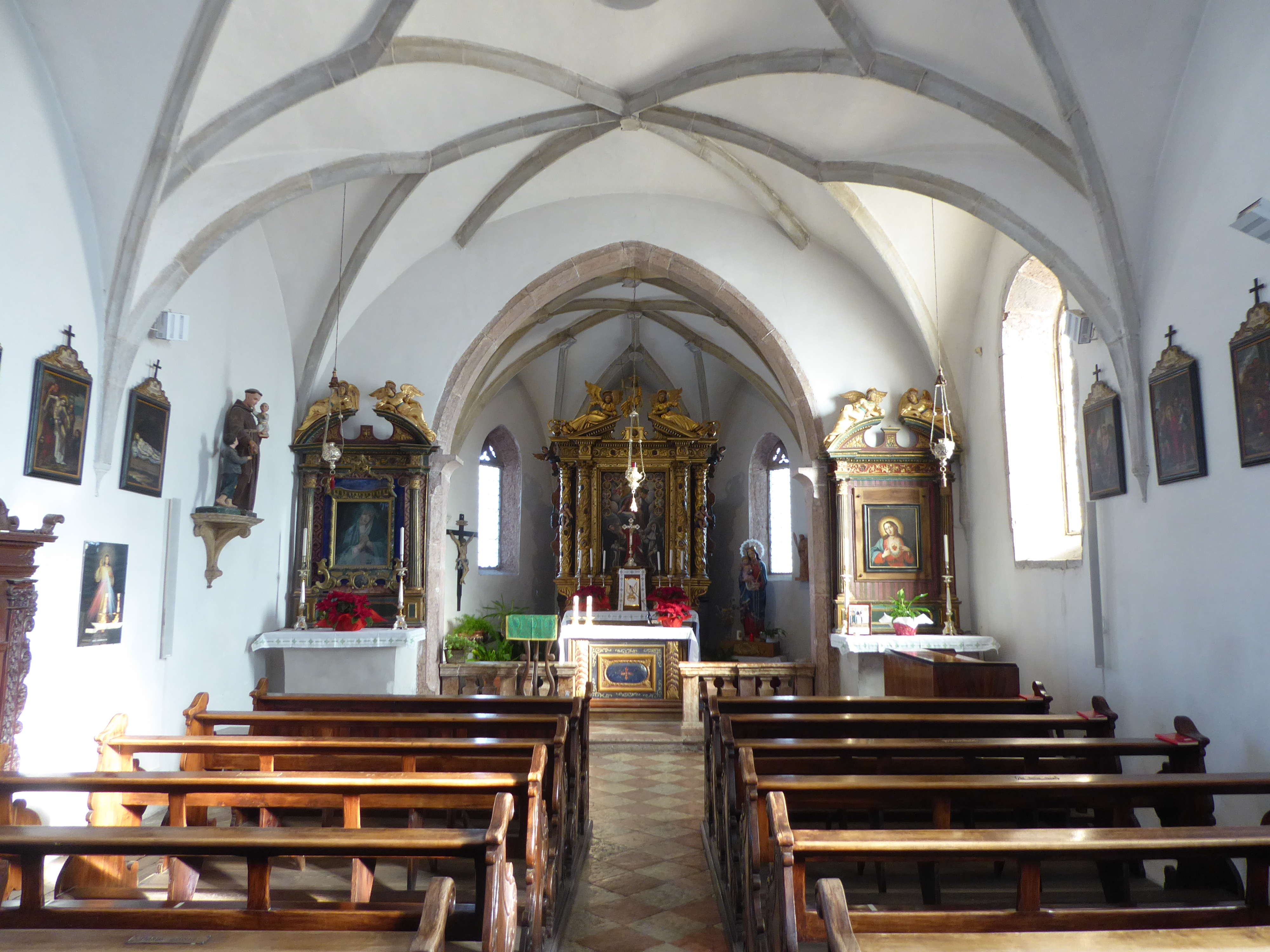
Interno

La primitiva cappella dedicata a santo Stefano protomartire nella località di Dercolo venne menzionata per la prima volta su una pergamena, conservata nell'archivio parrocchiale, in una richiesta di indulgenza, chiesta da Pancrazio Khuen-Belasi, concessa nell'aprile 1478 per cento giorni a chi avesse visitato e lasciato offerte per l'edificio sacro. Probabilmente il signore del castello, futuro capitano delle valli di Non e di Sole,   aspirava ad accrescere il suo prestigio sulla vicina comunità di Dercolo.
L'antica costruzione fu in seguito sostituita dal nuovo luogo di culto eretto tra il 1540 e il 1560. Sul pilastro destro dell'arco santo è visibile l'incisione con la data 1560 che indica la conclusione della costruzione dell'edificio moderno.
La solenne consacrazione della chiesa e dei suoi altari venne celebrata il 14 novembre 1559 da Mariano Mano, vicario generale e vescovo suffraganeo del cardinale e principe vescovo di Trento Cristoforo Madruzzo.
Circa un secolo dopo venne eretta la torre campanaria e nel 1751 divenne curazia della pieve di Denno. Fino a quel momento infatti era il curato di Campodenno ad occuparsi delle celebrazioni, ma in seguito i vicini della comunità di Dercolo si impegnarono a mantenere il proprio sacerdote, così il vescovo coadiutore Leopoldo Ernesto Firmian concesse l'erezione della curazia.
Il curato della chiesa, Cristoforo Dalpiaz, celebrò il 14 marzo del 1797 una messa solenne per l'esercito austriaco inviato dal generale Johann Ludwig Alexander von Laudon tra il Maso Vast (a Sporminore) e la Rocchetta, pronto a combattere contro le truppe napoleoniche scese da Cavedago verso Mezzolombardo.
Don Romedio Adelpreto Marinoni, con l’aiuto del fabbro Francesco Chini da Segno e di Antonio Frasnelli da Mollaro, fece costruire l’orologio del campanile nel 1803 o 1804. Nella seconda metà del XIX secolo venne eretta la nuova sagrestia, le grandi finestre vennero modificate per renderle bifore e la sala fu ampliata con la costruzione di una cappella laterale, sulla sinistra del presbiterio.
Dopo il primo conflitto mondiale fu necessario rifondere nuove campane perché tre su quattro erano state requisite dagli austriaci nel 1917, le nuove furono inaugurate nel 1923.
Negli anni sessanta venne ristrutturata la copertura del tetto e fu effettuato l'adeguamento liturgico. Ottenne dignità parrocchiale nel 1962.
Nel 1981 venne concesso un contributo per l'installazione di un sistema antifurto e, malgrado questo, nel giugno del 1983 le sculture lignee presenti sugli altari vennero rubate. Così nel 1988 fu affidato il compito di ricostruirne delle copie all'intagliatore locale Egidio Petri.
Tra il 1992 e il 1993 vennero restaurate le coperture del tetto dell'edificio e della torre campanaria, inoltre venne trasferito nella sala l'organo della ditta Mascioni che sino dal momento della sua costruzione, avvenuta nel 1947, si trovava nella chiesa di San Valentino di Palù di Giovo.

## Descrizione

### Struttura
Ubicato all'estremità più bassa del paese di Dercolo, l'edificio può essere ricondotto allo stile gotico. 

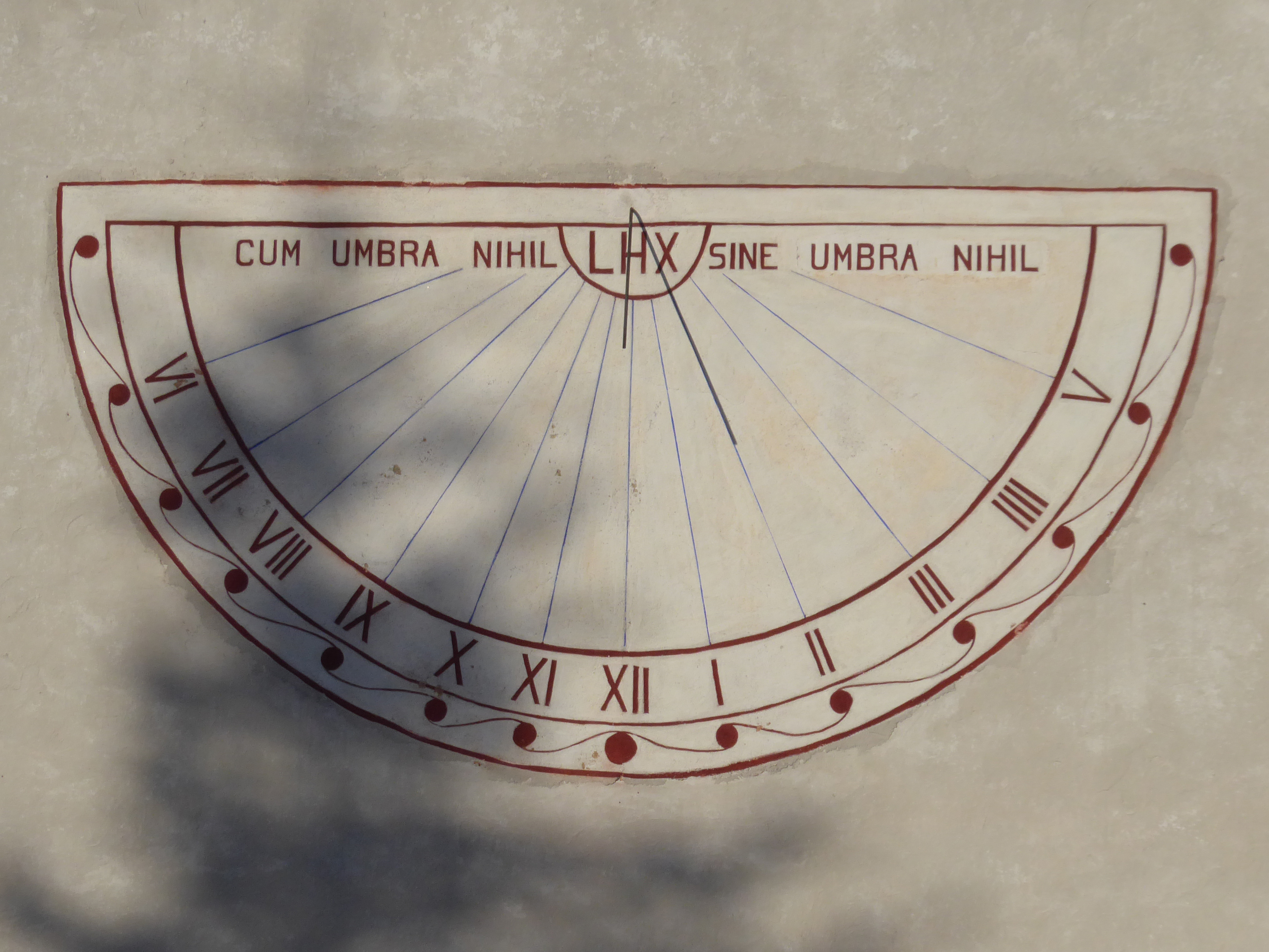
La meridiana della chiesa

La facciata è leggermente asimmetrica e presenta, sopra il portale architravato in pietra calcarea, una nicchia centinata e più in alto un oculo con forte strombatura, che non si trova sull'esatta verticale del portale. A sinistra dell'ingresso c'è la caratteristica torre campanaria in pietra rossa.                        L'interno, a navata unica divisa in tre campate, presenta volte a nervatura e arco santo a sesto acuto, con ai suoi lati appoggiati i due altari minori. Sui punti d'incrocio dei costoloni della volta sono presenti degli scudetti in pietra dipinta, raffiguranti l'Agnus Dei (simbolo del sacrificio pasquale) e lo stemma nobiliare degli Alberti di Denno.

### Gli altari

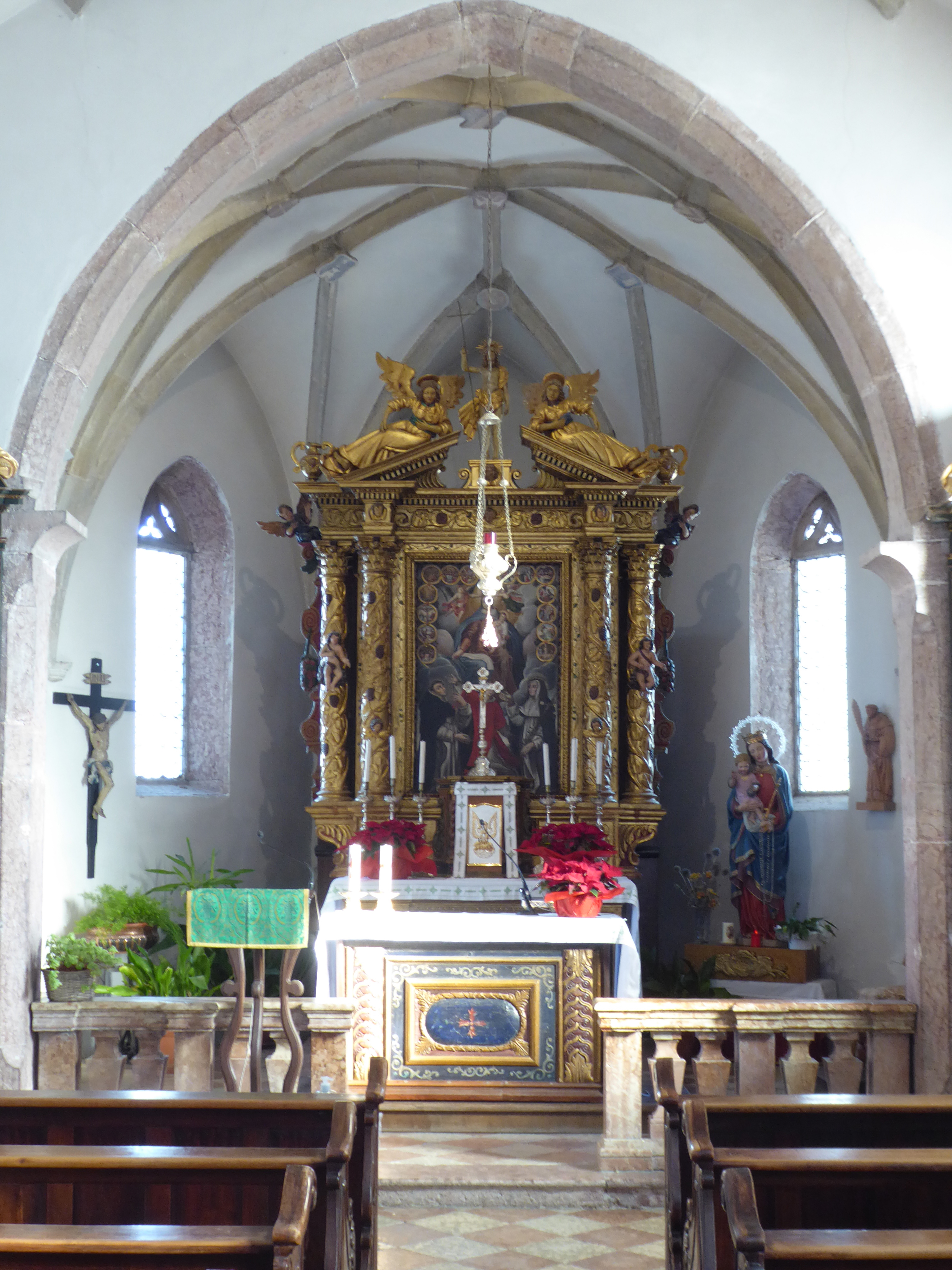
Altare maggiore

L'altare maggiore, consacrato in onore di santo Stefano, realizzato nella prima metà del XVII secolo, è in legno policromo ed è attribuibile a Simone Lenner (sono evidenti le somiglianze con quello della chiesa di Sant'Egidio di Quetta). Conserva una pala, anch'essa seicentesca, raffigurante la Madonna del Rosario, San Domenico, Santa Caterina e Santo Stefano. San Domenico (sulla sinistra) è rappresentato con saio bianco e mantello nero, santa Caterina da Siena (a destra) in abito domenicano con croce e giglio in mano e santo Stefano (al centro) che indossa la dalmatica (la veste del diacono), con delle pietre ai suoi piedi, simbolo del suo martirio. Dietro l'altare è stata rinvenuta la firma di Bartolomeo Strudel, padre del più noto Paul Strudel, accompagnata dalla data 1640.                                                                    Questa indicazione avvalora l'ipotesi, proposta da Luciana Giacomelli, che il Crocifisso conservato qui a Dercolo, ma patrimonio della vicina chiesa di Quetta, sia stato realizzato proprio da Paul Strudel intorno al 1680. La dettagliata anatomia che lascia trasparire le vene di Gesù Cristo e i panneggi svolazzanti ne confermerebbero l'adesione allo stile di Giusto Le Court, scultore attivo a Venezia come Strudel.
Gli altari laterali sono quasi coevi e di fattura simile. L'altare laterale destro fu consacrato in onore della Santa Croce e quello sinistro a san Cipriano (ma già nel 1673 detto altare di san Rocco). 
Gli altari minori presentano due pale ottocentesche: quello destro raffigurante il Sacro cuore di Gesù, quello sinistro la Madonna addolorata.

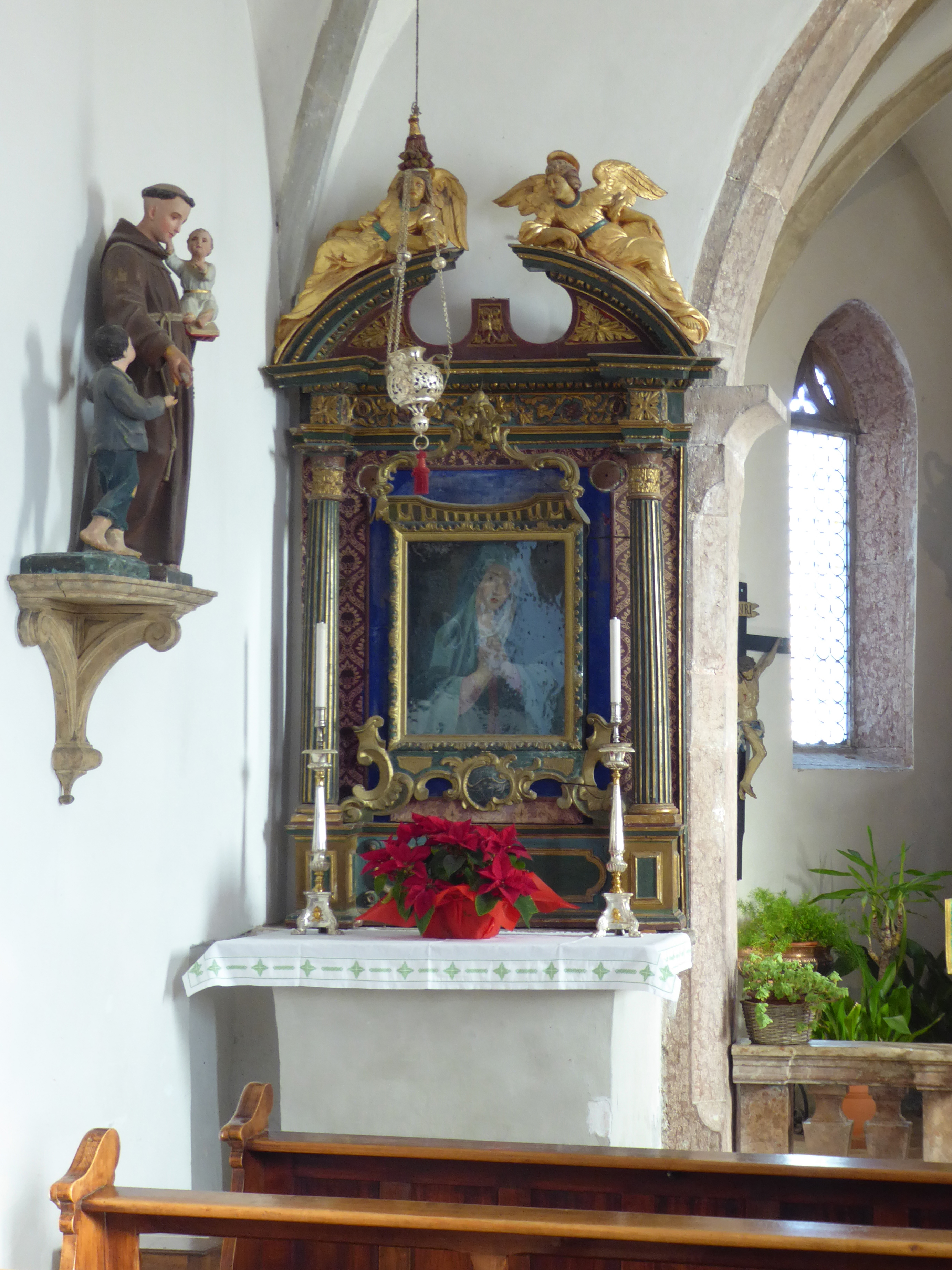
Altare laterale sinistro e statua di Sant'Antonio

### Gli interni
Ai lati dell’ingresso sono presenti una pila dell’acquasanta in pietra grigia, databile al XVI secolo e un fonte battesimale in marmo rosso, risalente al secolo successivo, mentre sulla controfacciata è appesa una pregevole tela seicentesca, rappresentante il Martirio di Santo Stefano.
Appoggiato alla parete sinistra dell’aula è situato un confessionale ligneo e poco oltre, su di una mensola fissata nel muro, un gruppo in legno policromo raffigurante sant'Antonio di Padova con Gesù Bambino che offre del pane ad un fanciullo povero.
Lungo le pareti dell'aula sono appese le quattordici stazioni della Via Crucis, dipinte ad olio, risalenti alla fine del XVIII secolo.